# Home Nations Series
Home Nations Series este un campionat de snooker înființat în 2016, care se petrece în Regatul Unit. Trofeele turneelor individuale sunt numite după jucători celebri de snooker din țările respective:
- English Open (Anglia): Trofeul Davis[1]
- Northern Ireland Open (Irlanda de Nord): Trofeul Higgins în Irlanda de Nord[2]
- Scottish Open (Scoția): Trofeul Hendry în Scoția[3]
- Welsh Open (Țara Galilor): Trofeul Reardon în Țara Galilor[4]